# Mexiquito, Aguascalientes
Mexiquito är en ort i Mexiko.   Den ligger i kommunen Cosío och delstaten Aguascalientes, i den centrala delen av landet, 500 km nordväst om huvudstaden Mexico City. Mexiquito ligger 2 053 meter över havet och antalet invånare är 115.
Terrängen runt Mexiquito är platt åt nordost, men åt sydväst är den kuperad. Terrängen runt Mexiquito sluttar österut. Runt Mexiquito är det ganska tätbefolkat, med 62 invånare per kvadratkilometer. Närmaste större samhälle är Rincón de Romos, 15,3 km söder om Mexiquito. Omgivningarna runt Mexiquito är i huvudsak ett öppet busklandskap.